# Oranje-bulletin (verzetsblad, Alphen aan den Rijn)
Deze versie van Oranje-bulletin was een verzetsblad uit de Tweede Wereldoorlog, dat vanaf november 1944 tot mei 1945 in Alphen a/d Rijn werd uitgegeven. Het blad verscheen circa 3 maal per maand in een gedrukte oplage van 4000 exemplaren. De inhoud bestond voornamelijk uit binnenlandse berichten en mededelingen.
De groep, welke in Alphen aan den Rijn de Kroniek van de Week uitgaf, met de spreuk 'Vriheyt en is om gheen gelt te coop' als ondertitel, stelde ook het plaatselijke Oranje-bulletin samen. Een deel van de inhoud bestond uit mededelingen van de Binnenlandse Strijdkrachten; een ander deel betrof kopij uit de Leidse versie van Oranje-bulletin. Later werden ook zogenaamde IVO-berichten toegevoegd (Inlichtingen voor de Ondergrondse).

## Gerelateerde kranten
- Kroniek van de week; vriheyt en is om gheen gelt te coop (verzetsblad, Alphen a/d Rijn)[1]
- Oranje-bulletin (verzetsblad, Leiden)[2]
- Oranje-bulletin (verzetsblad, Utrecht)[3]